# Jean-Joseph Sanfourche
Pour les articles homonymes, voir Sanfourche.
Jean-Joseph Sanfourche, dit simplement Sanfourche, est un peintre, poète, dessinateur et sculpteur français, né le 25 juin 1929 à Bordeaux, et mort le 13 mars 2010 à Saint-Léonard-de-Noblat.
Il pratique l'art brut et est notamment l'ami de Gaston Chaissac et de Jean Dubuffet, avec lequel il entretient une longue correspondance puis le photographe Robert Doisneau qu’il a bien connu. 

## Biographie

### Jeunes années
D'un patronyme d'origine hispanique, Jean-Joseph Sanfourche, né le 25 juin 1929 à Bordeaux, réside à Talence jusqu'en 1932 avec sa mère Madeleine Chatelain et son père, Arthur Sanfourche, mécanicien de la Marine puis de l'armée de l'air française. Ce dernier atteint de tuberculose pulmonaire est réformé en 1939, au début de la Seconde Guerre mondiale mais travaille ensuite sur la base d'aviation de Limoges. 
Il est arrêté avec sa famille par la Gestapo, vraisemblablement en 1942. Son père, membre de la Résistance intérieure française, meurt à une date non précise, fusillé en 1943 ou mort de maladie en détention en 1945 ; sa mère et lui sont libérés et retournent à Limoges. Mis sous tutelle, l’adolescent étudie ensuite la comptabilité.

### Carrière artistique
Jean-Joseph Sanfourche est initié dès l'enfance au dessin par son père et peint depuis ses six ans. Dans les années d’après guerre, il intègre l'école nationale professionnelle à Limoges où il se forme à  la sculpture sur bois et au dessin industriel. Il s'échappe vers Auvers-sur-Oise, sur les traces de Vincent van Gogh et tant de peintres s'y sont relayer Charles-François Daubigny, Paul Gachet ou Théo van Gogh, ou aux alentours de la clinique où est interné Antonin Artaud à Ivry-sur-Seine. Après avoir passé une vingtaine d’années à Paris,  il retourne dans le Limousin pour se consacrer à sa vie d'artiste et s’installe une dizaine d’années à Solignac, puis, en 1975, à Saint-Léonard-de-Noblat jusqu'à sa mort.
Les dix dernières années de sa vie, Sanfourche était membre de la confrérie de Saint-Léonard qui a pour vocation d’honorer saint Léonard.
Il entretient une correspondance illustrée avec Jean Dubuffet pendant presque dix-huit ans. Il rencontre également le peintre Gaston Chaissac, ainsi que Gaëtan Picon, directeur, en 1958, des Arts et Lettres d'André Malraux, alors ministre de la Culture.
Jean-Joseph Sanfourche meurt le 13 mars 2010 à l'hôpital de Saint-Léonard-de-Noblat. Il est inhumé au cimetière de Louyat de Limoges avec son père.
Ses dessins se trouvent dans la Collection de l'art brut de Lausanne (rebaptisée Collection Neuve Invention), au musée d'Art moderne de Paris, au musée des Arts décoratifs, au musée d'Art naïf et d'Arts singuliers à Laval, et à La Fabuloserie de Dicy. Quelques-unes de ses œuvres ont été acquises par la chanteuse Tina Turner en 1994. 
En 2018, il est reconnu, ses œuvres s'exposent dans le monde entier. D'après France3 Nouvelle Aquitaine, Sanfourche incarne en 2020 une valeur sûre de l'art singulier.

## Publications (sélection)
- De belles rencontres, photographies de Hervé Desvaux, textes de Jean-Joseph Sanfourche, couverture de J.-J. Sanfourche, Éditions Arts en lumière.
- Cher monsieur Dubuffet, préface et notes de Laurent Danchin, Coulounieix, Thuillier, 2009 (19-Tulle Impr. Maugein)

## Œuvres
- Hommage au Facteur Cheval, peinture, 50 × 65 cm, 2004[12]

## Expositions
- 2010 : exposition Sanfourche, œuvres d'une vie, Gaillac, musée des Beaux Arts[15]
- 2011 : exposition Un sacré univers à l'Abbaye-école de Sorèze[16]
- 2012 : exposition au musée Ernest Cognacq de Saint-Martin-de-Ré[17]
- 2018 : exposition au musée d'Art brut de Montpellier[18]
- 2019 : exposition De vous à moi, Galerie Vincent Pécaud, Limoges[19]

## Hommage
- 2013 : inauguration du nouveau centre de consultations avancées « Sanfourche » à l'hôpital de Saint-Léonard-de-Noblat.
- Rue Jean-Joseph Sanfourche à Toulouse.

### Filmographie
- Christophe Gatineau, Moi, Sanfourche, 2005. 53 min  — Le premier documentaire de moyen métrage consacré à Jean-Joseph Sanfourche et présenté en avant première à l'UNESCO pour l'inauguration de la semaine mondiale pour l'Éducation pour tous. Diffusé sur KTO et en DVD
- Francis Magnenot, Sanfourche, Mille visages, 2004. 45 min  — Lors de la rétrospective qui lui est consacrée à la galerie des Hospices de Limoges en 2003, Sanfourche offre un coup d'œil sur son univers intime et artistique. Le film a été nommé en 2004 au Festival international du film d'art de l'UNESCO, diffusé en DVD avec compléments, durée 1 h 30